# Jinping (sockenhuvudort i Kina, Zhejiang Sheng, lat 29,66, long 121,40)
Jinping (kinesiska: 锦屏, 锦屏街道) är en sockenhuvudort i Kina. Den ligger i provinsen Zhejiang, i den östra delen av landet, omkring 140 kilometer sydost om provinshuvudstaden Hangzhou. Antalet invånare är 97 782. Befolkningen består av 49 115 kvinnor och 48 667 män. Barn under 15 år utgör 13,0 %, vuxna 15-64 år 78 %, och äldre över 65 år 8,0 %.
Runt Jinping är det tätbefolkat, med 427 invånare per kvadratkilometer. Närmaste större samhälle är Gulin, 19,0 km norr om Jinping. Runt Jinping är det i huvudsak tätbebyggt.
Genomsnittlig årsnederbörd är 1 996 millimeter. Den regnigaste månaden är juni, med i genomsnitt 338 mm nederbörd, och den torraste är januari, med 70 mm nederbörd.